# أبو الطفيل عامر بن واثلة الكناني
أبو الطفيل عامر بن واثلة الكناني، صحابي. كان أبو الطفيل سيدًا من سادات قومه وأشرافهم رجلًا فاضلًا عاقلًا حاضر الجواب فصيحًا شاعرًا محسنًا. وهو آخر من رأى النبي محمد من الصحابة وفاة بالإجماع. روى ابن عساكر في تاريخه أن أبا الطفيل عامر بن واثلة نزل الكوفة وأصله من الكوفة ثم أقام بمكة وتوفي فيها.

## اسمه ونسبه
هو أبو الطفيل عامر بن واثلة بن عبد الله بن عمير بن جابر بن حميس بن جُدَى بن سعد بن ليث بن بكر بن عبد مناة بن كنانة  بن خزيمة بن مدركة بن إلياس بن مضر بن نزار بن معد بن عدنان، الليثي الكناني.

## ولادته
ولد في السنة الثالثة (عام أُحِد) بعد الهجرة فأدرك من حياة النبي محمد ثمان سنين. وكان يسكن الكوفة فلما مات علي بن أبي طالب انصرف إلى مكة المكرمة فاستقر بها حتى مات.

## رؤيته النبي محمد
- أخبرنا محمد بن عمر، قال: حدثنا شيبان، عن جابر، عن عامر، أنه سمع أبا الطفيل، يقول: رأيت رسولَ الله ﷺ مِنَ الرجال مَنْ هو أطولُ منه، ومنهم مَنْ هو أقصر منه، وشعر له أسود، وهو أبيض. قال: قلنا: ما ثيابه؟ قال: لا أدري، وهو يمشي وهم حوله ـــ يعني الناس.[5]
- أخبرنا يزيد بن هارون، قال: أخبرني الجُرَيْرِي، عن أبي الطفيل عامر بن واثلة، قال: ما بقي أحد رأى رسول الله ﷺ غيري، قال: قلت ورأيتَه؟ قال: نعم. قلت: فكيف كانت صِفَتُه؟ قال: كان أبيض مليحًا مُقَصّدًا.[5]
- أخبرنا الضحاك بن مَخْلد، عن جعفر بن يحيى بن ثوبان، عن عمه عمارة بن ثوبان، قال: حدثنا أبو الطفيل، قال: رأيتُ رسول الله ﷺ بالجعرانة يَقْسِم لحمًا، وكنت غلامًا أحمل عُضْوَ الجزور، قال: فأقبلت امرأة بدوية، حتى إذا دنت من النبي ﷺ، بَسَطَ لها رداءه فجلست عليه، فقلت: مَن هذه؟ فقالوا: هذه أمه التي أرضعته.[5]
- أَخبرنا يحيى بن محمود، وعبد الوهّاب بن أَبي حَبَّة بإِسنادهما عن مسلم قال: حدثنا محمد بن رافع، أَخبرنا يحيى بن آدم، أَخبرنا زُهَير، عن عبد الملك بن سعيد بن الأَبجُرِ عن أَبي الطُّفَيل قال: قلت لابن عباس: إِني قد رأَيت رسول الله صَلَّى الله عليه وسلم. قال: فَصِفْه لي. قلت: رأَيته عند المروة على ناقة وقد كَثُر الناسُ عليه ــ قال: فقال ابن عباس: ذاكَ رسولُ الله صَلَّى الله عليه وسلم، إِنهم كانوا لا يُدَعُّون عنه.

## روايته للحديث
- كان أبو الطفيل عامر بن واثلة ثقة في الحديث،[5] روى عن أبي بكر الصديق، وعمر بن الخطاب، وعلي بن أبي طالب، ومعاذ بن جبل، وحذيفة بن اليمان، وعبد الله بن مسعود، وابن عباس، ونافع بن عبد الحارث، وزيد بن أرقم، وغيرهم.
- رَوَى عنه الزهري، وأبو الزبير، وقتادة، وعبد العزيز بن رافع، وعكرمة بن خالد، وعمرو بن دينار، ويزيد بن أبي حبيب، ومعروف بن خربوذ، وجرير بن حازم وآخرون.[6]

وقال ابن السكن: جاءت عنه رواياتٌ ثابتة أنه رأى النبيَّ صَلَّى الله عليه وسلم. وأما سماعه منه صَلَّى الله عليه وسلم فلم يثبت. وقيل أنه روى عن النبي محمد أربعة أحاديث.

## صفاته
حدث النَّضْر بن عربي، قال: كنتُ بمكة، فرأيتُ الناسَ مجتمعين على رجل، فقلتُ من هذا؟ فقالوا: هذا صاحب رسول الله صَلَّى الله عليه وسلم، هذا عامر بن واثلة، وعليه إزارٌ ورداء، فَمَسست جلده، فكان ألين شيء. قال: أخبرنا الفضل بن دكين، قال: حدثنا فِطْر، قال: رأيت أبا الطُّفيل يصبغ بالحِنَّاء.

## مناصرته لعلي بن أبي طالب في مشاهده
كان عامر بن واثلة ممَّن ناصروا علي بن أبي طالب وأحد أصحابه المحبين له والمقربين منه، كما كان أبو الطفيل ثقة مأمونا، يقر بفضل أبي بكر وعمر بن الخطاب ويثني عليهما، ويترحم على الخليفة عثمان بن عفان.

## من أحداثه مع الصحابة
قدم أبو الطّفيل يوماً على الخليفة الأموي معاوية بن أبي سفيان فقال له: كيف وَجْدك على خليلك أبي الحسن؟ قال: كوَجْد أم موسى على موسى، وأشكو إلى الله التقصير، ثم قال له معاوية أكنت فيمن حاصر عثمان قال لا ولكني كنت فيمن حضر قال فما منعك من نصره قال وأنت فما منعك من نصره إذ تربصت به ريب المنون وكنت مع أهل الشام وكلهم تابع لك فيما تريد فقال له معاوية أو ما ترى طلبي لدمه نصرة له قال بلى ولكنك كما قال أخو جعفي:

## شعره
كان أبو الطفيل شاعرا محسنا ومن شعره:
ومن شعره في مناصرة الخليفة علي بن أبي طالب بمعركة صفين:
وروي أن عَبْد اللَّهِ بْن صَفْوَان بْن أُمَيَّة مر يوما بدار            عَبْد اللَّهِ بْن عَبَّاس بمكة، فرأى جماعة من طالبي الفقه، ومر بدار عُبَيْد الله بْن عَبَّاس، فرأى فيها جماعة ينتابونها للطعام، فدخل على ابْن الزُّبَيْر. فقال لَهُ: أصبحت والله كما قال الشاعر:
قال: وما ذاك يَا أعرج؟ قَالَ: هذان ابنا عَبَّاس، أحدهما يفقه الناس والآخر يطعم الناس، فما أبقيا لك مكرمة، فدعا عَبْد اللَّهِ بْن مطيع. وقال: انطلق إِلَى ابني عَبَّاس، فقل لهما: يَقُول لكما أمير المؤمنين: اخرجا عني، أنتما ومن أصغى إليكما من أهل العراق، وإلا فعلت وفعلت. فقال عَبْد اللَّهِ بْن عَبَّاس لابن الزبير والله مَا يأتينا من الناس إلا رجلان: رجل يطلب فقها، ورجل يطلب فضلا، فأي هذين تمنع؟ وَكَانَ بالحضرة أَبُو الطفيل عَامِر بْن واثلة الكناني، فجعل يَقُول:

## وفاته
كان آخر الصحابة موتا توفي سنة 102 هـ وقيل سنة 100 هـ وقيل سنة 107 هـ وقيل سنة 110 هـ وهو بالإجماع آخر من مات من الصحابة الذين رأوا النبي محمدًا.

## المرجع
- البداية والنهاية، للإمام إسماعيل بن كثير الدمشقي.
- الطبقات الكبرى، للإمام ابن سعد.
- الاستيعاب في معرفة الأصحاب، للإمام ابن عبد البر.
- الإصابة في تمييز الصحابة، للإمام ابن حجر العسقلاني.
- أسد الغابة في معرفة الصحابة، للإمام ابن الأثير.